# Limba kurdă
Limba kurdă este o limba indo-europeană, ramura indo-iraniană, vorbită în regiunea Kurdistan (Țara Kurzilor sau Pământul Kurzilor), situată în mai multe state: Iran, Irak, Siria și Turcia. 

## Clasificare genealogică
În cadrul limbilor indo-europene, locul limbii kurde este în familia limbilor iraniene, ramura occidentală a acestora, care cuprinde la rândul său o mulțime de alte limbi cum ar fi: limba avestică - în care Zoroastru (Zarathustra sau Zaradeșt, 599-522 î.e.n.) și-a compus opera, limba pehlevi (sau medio-persana), limba farsi (limba persană modernă), limba osetină vorbită în Caucazul de Nord etc.

## Dialectele limbii kurde
Limba kurdă - care nu are o formă unitară până în momentul de față - se manifestă printr-o sumedenie de dialecte și graiuri mai mult sau mai puțin inteligibile reciproc. După părerea unor cercetători - Ali Seydo Ali Gewranî - ar exista patru mari grupuri dialectale kurde: 1) kurmangi de nord, 2) kurmangi de sud, 3) kurmangi de nord-vest, 4) lur și bakhtiyari. După alți lingviști, doar primele două grupuri dialectale amintite ar aparține limbii kurde.

### Kurmangi de Nord (Behdinani)
Acest dialect este vorbit de kurzii care trăiesc în Kurdistanul de Nord-Vest (Turcia), în zona Caucazului de Sud (în Armenia, Georgia, Azerbaidjan), în Kurdistanul de Sud-Vest (Siria), în guvernoratul Dahok din Kurdistanul de Sud (Irak), precum și într-o zonă întinsă din regiunea Horasan (Iran).

### Kurmangi de Sud
Acest dialect este vorbit de kurzii ce trăiesc în Kurdistanul de Sud (Irak) la sud de linia Ruwanduz - Mosul, în Kurdistanul de Est (Iran) în zona aflată la sud și sud - est de lacul Urmia (Rezaieh) până la hotarul cu guvernoratele Lurestan și Bakhtiyari. Din acest grup dialectal, se disting mai multe dialecte, dintre care unele cu un înalt prestigiu cultural: sorani și babani vorbite în guvernoratele Suleimaniya, Kirkuk și Arbil (Hewlêr) din Kurdistanul de Sud (Irak), și kelheri, ardalani și mukri în Kurdistanul de Est (Iran). De asemenea, tot de acest grup dialectal aparțin și dialectele hurmani și gorani.

## Structura limbii kurde
În ceea ce privește topica limbii kurde (exemplele sunt în dialectul Kurmangi de Nord), aceasta este: 
- Substantiv - adjectiv: gula sor („floare roșie”; gul „floare”; sor „roșu”, „roșie”);
- Subiect - Circumstanțial - Obiect - Verb: Ez îro te dibînim(„Eu te văd astăzi”. Ez „eu”; îro „astăzi”; te „pe tine”, „te”; dibînim „văd”).

## Scrierea limbii kurde
Pentru scrierea limbii kurde se folosesc, în momentul de față alfabetul arab (cu unele modificări specifice) în Irak și Iran și alfabetul latin - de asemenea, cu unele semne diacritice specifice - în Turcia, Siria, Liban. De asemenea, până nu demult, s-a folosit și alfabetul chirilic (cu unele semne preluate din alfabetul latin pentru notarea sunetelor kurde fără corespondent în rusă) în Armenia, Azerbaidjan și Georgia, însă a fost înlocuit cu cel latin.

## Statutul limbii kurde
Limba kurdă a fost interzisă, în diferite perioade, de statele din care face parte Kurdistanul și încă mai este în unele dintre ele. În Irak, ea a fost declarată, în 1972, egală în drepturi cu limba arabă numai în regiunile locuite de kurzi, și, de asemenea, s-a bucurat de aceleași drepturi cu limbile popoarelor din Uniunea Sovietică în republicile sovietice în care se vorbea.